# Palazzina Abate
La palazzina Abate era la residenza del pittore Alessandro Abate, situata a Catania, in Via Carmelo Abate, 12. L'edificio è stato costruito tra il 1915 ed il 1918 dall'architetto Tommaso Malerba in un linguaggio composito modernista e proto-razionalista con richiami tradizionali  (Eclettismo-liberty catanese).